# William Donald Hamilton
William Donald Hamilton (anglès: W. D. Hamilton)  (El Caire, 1 d'agost de 1936 - Hospital de Middlesex i Londres, 7 de març de 2000) va ser un biòleg evolutiu britànic, considerat com un dels teòrics evolutius més importants del segle xx.
Hamilton es va fer famós pel seu treball teòric que exposava una base genètica rigorosa per a l'existència de la selecció de parentiu. Aquesta idea va ser clau per al desenvolupament d'una visió de l'evolució centrada en els gens i, per tant, pot considerar-se a Hamilton com un dels precursors de la disciplina de la sociobiologia, fundada per Edward Osborne Wilson. Hamilton també ha publicat treballs importants sobre la proporció dels sexes, l'evolució del sexe i el principi de Fisher.
Hamilton va morir de malària al Congo quan realitzava recerques sobre l'origen del VIH (SIDA). El seu treball consistia a recol·lectar excrements de ximpanzés, ja que aquest primat és hoste del virus, no obstant això no li va afectar ja que va desenvolupar anticossos per superar-los. El més important d'aquest treball era demostrar la teoria que la sida va sorgir durant els anys 50 a causa dels programes de vacunacions (poliomelitis) mal desenvolupats i que aquest fet estava sent encobert per interessos econòmics.
Nota: en el procés per a l'obtenció de la vacuna de la poliomielitis s'utilitzen òrgans de micos (ronyons).

## Guardons
- 1978 Membre Honorari Estranger de l'American Academy of Arts and Sciences
- 1980 Membre de la Royal Society de Londres
- 1982 Premi Newcomb Cleveland de l'American Association for the Advancement of Science
- 1988 Medalla Darwin de la Royal Society de Londres
- 1989 Medalla de la Societat linneana de Londres
- 1991 Medalla Frink de la Societat Zoológica de Londres
- 1992/3 Premi Wander of the Universitat de Berna
- 1993 Premi Crafoord de la Royal Swedish Academy of Sciences
- 1993 Premi Kyoto de la Fundació Inamori
- 1995 Premi Fyssen de la Fundació Fyssen

## Biografies
- Alan Grafen ha escrit una memòria biogràfica per a la Royal Society. Veure {{format ref}} http://users.ox.ac.uk/~grafen/cv/WDH_memoir.pdf
- Un llibre: Segerstråli, O. 2007 Nature's oracle: an intellectual biography of evolutionist W. D. Hamilton. Oxford University Press. cal veure {{format ref}} http://www.oup.com/uk/catalogue/?ci=9780198607274

## Obra

### Articles colectats
Hamilton va començar a publicar els seus articles l'any 1996, amb assajos curts mostrant el context. va morir després de preparar el segon volum, per la qual cosa els assajos del tercer volum els van escriure coautors.
- Hamilton W.D. 1996. Narrow Roads of Gene Land vol. 1: Evolution of Social Behaviour Oxford University Press,Oxford. ISBN 0-7167-4530-5
- Hamilton W.D. 2002. Narrow Roads of Gene Land vol. 2: Evolution of Sex Oxford University Press,Oxford. ISBN 0-19-850336-9
- Hamilton W.D. 2005. Narrow roads of Gene Land, vol. 3: Last Words (amb assajos per coautores, ed. M. Ridley). Oxford University Press, Oxford. ISBN 0-19-856690-5

### Articles significatius
- Hamilton WD. 1964. The genetical evolution of social behaviour I and II. — Journal of Theoretical Biology 7: 1-16 & 17-52. pubmed I pubmed II
- Hamilton WD. 1967. Extraordinary sex ràtios. Science 156: 477-488pubmed JSTOR
- Hamilton WD. 1971. Geometry for the selfish herd. Journal of Theoretical Biology. 31: 295-311.
- Hamilton WD. 1975. Innate social aptituds of man: an approach from evolutionary genetics. in R. Fox (ed.), Biosocial Anthropology, Malaby Press, London, 133-53.
- Axelrod, R; WD Hamilton. 1981. The evolution of co-operation Science 211: 1390-6 Pubmed, JSTOR
- Hamilton, WD; M Zuk. 1982. Heritable true fitness and bright birds: a role for parasites? Science 218: 384-387